# Fire Shelter

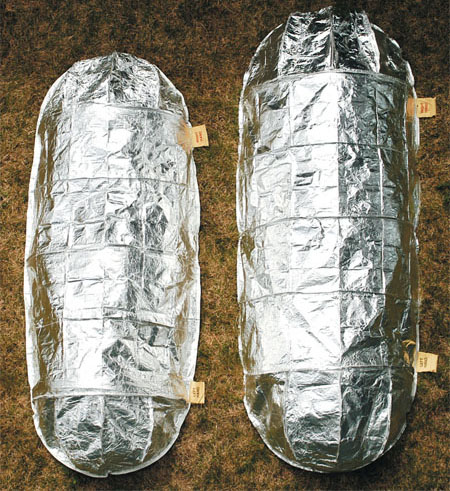
Der aktuell in den USA im Einsatz befindliche New Generation Fire Shelter in Standard- und Übergröße.

Ein Fire Shelter ist ein tragbarer Feuerschutz in Form eines kleinen Zeltes oder Schlafsackes, welcher Feuerwehrleuten in den USA bei Wald- oder Flurbränden als letzter Schutz vor den Flammen dienen soll. Er besteht aus mehreren Schichten hitzereflektierender und feuerfester Materialien.

## Verwendung
Der Fire Shelter wird zusammengelegt in einem Behältnis an der Brust, am Gürtel oder Rucksack befestigt und gehört zur persönlichen Schutzausrüstung von Feuerwehrleuten, welche jährlich einen Auffrischungskurs zur Handhabung absolvieren. Er ist für die einmalige Verwendung und für nur eine Person konzipiert, jedoch finden im äußersten Notfall auch zwei Personen darin Platz. Zum Gebrauch wird er aus der Verpackung entnommen, an zwei Schlaufen gehalten und aufgeschüttelt. Durch die Öffnung steigt man in den Shelter, legt sich mit dem Gesicht nach unten und mit den Füßen in Richtung Feuer auf den Boden und führt seine Arme durch zwei seitliche Fixierschlaufen. Mit diesen und den Füßen wird der Shelter am Boden gehalten. Geübte Feuerwehrleute brauchen für diesen Vorgang etwa 15 bis 20 Sekunden.
Die Shelters sollten so nah wie möglich zueinander aufgestellt werden, dies erhöht den Schutz vor der Wärmestrahlung und erleichtert die Kommunikation. Der Aufstellungsbereich eines oder mehrerer Fire Shelters wird als Deployment Site bezeichnet. Die Wahl der Deployment Site hat gravierende Auswirkungen auf die Überlebenschancen und sollte daher schon im Vorfeld des Einsatzes ausgekundschaftet oder angelegt werden. Die Dauer der Verwendung eines Shelters in der Praxis reichte bisher von etwa 10 bis über 90 Minuten.

## Material und Hitzebeständigkeit
Der New Generation Fire Shelter besteht aus zwei Schichten laminierten Materials. Die äußere Schicht wird aus einer Aluminiumfolie, welche Wärmestrahlung reflektiert, und einer Schicht gewebtem Silica gebildet, welches die Wärmeübertragung verlangsamt. Die innere Schicht, bestehend aus Fiberglas und einer weiteren Aluminiumfolie, soll das Eindringen von absorbierter Wärme und Gasen verhindern.
Laut Forest Service beginnt die Aluminiumschicht bei einer Temperatur ab 1220 °F (660 °C) zu schmelzen, die Fiberglasschicht wird ab einer Hitze zwischen 1350 °F und 1610 °F (732 °C bis 877 °C) spröde und die Silicaschicht erreicht ihre Brüchigkeitsgrenze bei 2000 °F (1093 °C). Der Spezialklebstoff, welcher die einzelnen Schichten zusammenhält, beginnt sich ab 500 °F (260 °C) aufzulösen. Damit starke Winde am Ort des Brandes anschließend die äußeren Schichten des Fire Shelter nicht abtragen und damit seine Schutzfunktion reduzieren, ist das Material zusätzlich mit Fiberglas- und Quarzfäden vernäht.
Bei einem Test mit einer 800 °C bis 900 °C heißen Flamme eines Propan-Brenners auf die Außenhaut gerichtet, blieb das Feuerschutzmaterial intakt und bot während der Dauer des einminütigen Tests Schutz vor den Flammen. Im Vergleich dazu war das Vorgängermodell bei gleichem Test nach 15 Sekunden durchgebrannt. Eine andere Gefahr besteht jedoch in der Atemluft im Inneren des Shelter, deren maximal überlebbare Temperatur mit 300 °F (149 °C) bei ein bis zwei Atemzügen angegeben wird. Bei dem Test war diese Temperatur jedoch nach schon 18 Sekunden überschritten worden.

## Geschichte
Mit der Entwicklung erster Fire Shelters wurde 1958 in Australien begonnen. 1959 wurde die Idee vom Technologie- und Entwicklungszentrum (MTDC) des US Forest Service in Missoula aufgegriffen, woraufhin es in den kommenden Jahren zu einer Zusammenarbeit beider Länder kam. Der Fire Shelter sollte Strahlungswärme reflektieren, die Luft im Inneren auf einer atembaren Temperatur halten und durfte keine Materialien oder Stoffe enthalten, welche giftige Dämpfe entwickeln könnten. Erprobt wurden dabei unterschiedliche Formen und Materialzusammensetzungen. Zum ersten Einsatz von Shelters kam es 1964 während eines Waldbrandes in Kalifornien. 
1967 wurden in den USA die ersten 6000 Stück des „Standard Fire Shelter“ ausgegeben. Dieser wog 1,5 kg, bestand aus einer Aluminium- sowie Fiberglasschicht und ähnelte einem A-förmigen Einmannzelt. Er befand sich in einer orangefarbenen Verpackung und konnte am Gürtel befestigt werden. Der Tod dreier Feuerwehrmänner beim Battlement Creek Fire 1976 in Colorado war der Auslöser für die verpflichtende Einführung der Fire Shelters durch den Forest Service ab 1977. Während der 1980er Jahre wurden kleine Änderungen an der Verpackung vorgenommen und in den 1990ern umfangreiche Erprobungen durchgeführt.
Im Januar 2000 wurde das MTDC mit der Entwicklung eines neuen Fire Shelter beauftragt. Bis dahin hatte der Forest Service rund 1100 Einsätze des Standard Shelter registriert, wovon etwa die Hälfte vorsichtshalber erfolgt war. Bei den 550 „scharfen“ Einsätzen war es bei 275 Personen zu Brandverletzungen unterschiedlicher Schwere gekommen, 20 hatten nicht überlebt. Die opferreichste Tragödie hatte sich dabei beim Dude Fire 1990 in Arizona ereignet, als sechs Feuerwehrleute getötet und vier verletzt worden waren. Laut Untersuchungsbericht versagten die Shelters bei direktem Flammenkontakt oder boten keinen ausreichenden Schutz vor heißen Gasen, jedoch waren einige auch nicht vollständig entfaltet oder zu früh verlassen worden. 
Die Ziele des neuen Projekts waren, den Schutz vor direkten Flammen zu verbessern und Überlegungen bezüglich Materialfestigkeit, Haltbarkeit, Entflammbarkeit, Gewicht, Masse, Toxizität und Kosten anzustellen. Getestet wurden 60 Materialien und Kombinationen sowie 17 Designs. Im Juni 2002 entschied man sich als Nachfolgemodell für eine halbzylinderförmige Variante mit abgerundeten Enden, die darüber hinaus länger und flacher, aber rund 0,5 kg schwerer als das Standard-Modell war. Er bestand aus mehr hitzebeständigen Materialien und bot eine Form, die aerodynamischer und besser geeignet war, um Strahlungswärme zu reflektieren. Der „New Generation Fire Shelter“ war ab Juni 2003 verfügbar und wurde 2005 durch ein Modell für körperlich größere Anwender ergänzt. Der erste Einsatz des neuen Shelters erfolgte beim Tarkio Fire 2005 in Montana. Das Ende der Umrüstungsphase aller Feuerwehren auf den neuen Shelter wurde mit Ende des Jahres 2009 angegeben. Ein eigener Interagency Fire Shelter Advisory Board soll das Feuerschutzprogramm unter Einbeziehung der zahlreichen Interessensgruppen in die Zukunft führen.
Im Jahr 2013 starben beim Yarnell Hill Fire in Arizona 19 Feuerwehrmänner in ihren Fire Shelters, als sie von einer Flammenwalze überrollt wurden. Laut den Experten des Untersuchungsteams wurde durch dichtes Buschwerk direkter Flammenkontakt verursacht und die Hitze hatte die Belastbarkeitsgrenze der Shelter-Materialien von maximal 2000 °F (1093 °C) überstiegen. Das Ereignis wurde 2017 unter dem Titel No Way Out – Gegen die Flammen (Originaltitel Only the Brave) verfilmt.
Aufgrund dieser Tragödie wurde 2014 ein Verbesserungsprogramm gestartet, bei dem sich das Langley Research Center der NASA beteiligte. Unter der Bezeichnung Convective Heating Improvement for Emergency Fire Shelters (CHIEFS) begann die Erprobung flexibler Hitzeschildmaterialien aus der Raumfahrt, die jedoch an das akzeptable Maß an Masse, Volumen, Haltbarkeit, Toxizität und Kosten eines Shelters adaptiert werden mussten. Die NASA plante die Auslieferung erster Shelters für das Jahr 2018. Im Mai 2018 wurde bekanntgegeben, dass im kommenden Sommer 60 Feuerwehrleute mit einem von vier neuen Prototypen ausgerüstet werden sollen. Zwei der Prototypen sind für Bodenmannschaften konzipiert, zwei weitere jeweils für die Bedienmannschaften von Einsatzfahrzeugen.
Obwohl die neuen Prototypen in einigen Punkten bessere Ergebnisse als der aktuell verwendete Fire Shelter lieferten, wurden sie jedoch letztendlich abgelehnt. Dies sei auf die Nichterfüllung der Produktionsanforderungen, das Gewicht und die Unhandlichkeit, sowie eine allgemeine Abnahme der Verwendungshäufigkeit zurückzuführen. Dave Haston, Vorsitzender des Ausrüstungs- und Technologieausschusses der National Wildfire Coordinating Group, gab dazu im März 2019 an, dass die Untersuchungen gezeigt hätten, dass keiner der Prototypen das Überleben eines Benutzers unter extremen Brandbedingungen sicherstellen könne. Am 14. Mai 2019 wurde daher beschlossen, den aktuellen Fire Shelter mit geringfügigen Änderungen am Material und der Verpackung, weiterhin zu verwenden.

## Andere Länder
Das an der Entwicklung beteiligte Australien war noch im Jahr 1967 aus dem Programm ausgestiegen und auch in Kanada, wo sich Fire Shelters aus den USA in der Ausrüstung einiger Feuerwehren befanden, benutzt man die Schutzausrüstung nicht mehr. Als letzte Provinz hatte British Columbia 2005 die Verwendung eingestellt.
Feuerwehren beider Länder begründeten dies mit den höheren Sicherheitsstandards für den Einsatz von Feuerwehrleuten in ihren Ländern, wo Waldbrände vorwiegend aus der Luft oder mit Spezialfahrzeugen bekämpft werden. Zudem erhöhe ein Shelter die Risikobereitschaft des Einzelnen und biete darüber hinaus in Extremfällen keinen wirklichen Schutz.